# Primární právo
Primární právo je označení pro tu část práva Evropské unie, která vznikla mezinárodními smlouvami. Jedná se tedy o smlouvy, které upravují samotné fungování (institucionální otázky) Evropské unie. Především jde tedy o římské smlouvy z roku 1957, maastrichtskou smlouvu z roku 1993, smlouvu z Nice z roku 2001 a lisabonskou smlouvu z roku 2007. Primární právo zakládá i orgány, které pak vytvářejí, schvalují a vykládají tzv. sekundární právo - Evropskou radu (přijímá klíčová rozhodnutí, skládá se převážně z premiérů), Radu Evropské unie (zastupuje zájmy členských států, zasedají v ní ministři podle povahy projednávané agendy, případně velvyslanci či jejich zástupci), Evropský parlament (podílí se na legislativní činnosti, jeho poslance přímo volí občané EU), Evropskou komisi (tvoří ji jmenování komisaři, nezávislí na vládách států; má zákonodárnou iniciativu, jistou výkonnou moc, kontroluje naplňování legislativy atd.), a Evropský soudní dvůr, který především evropské právo závazně vykládá. Do primárního práva patří i smlouvy o přistoupení jednotlivých států.
Sekundární právo vzniká na základě práva primárního, na půdě výše zmíněných orgánů. K přijetí sekundárního právního aktu není vždy nutný konsenzus všech zemí.